# 아비바 스타디움
아비바 스타디움(영어: Aviva Stadium)은 아일랜드 더블린에 위치한 구기 경기장이다. 아일랜드 럭비 국가대표팀과 아일랜드 축구 국가대표팀의 홈 구장으로 사용되고 있다. 1872년에 개장하여 2007년에 철거된 랜즈다운 로드(Lansdowne Road)가 있던 자리에 건설되었다. 경기장 이름은 영국의 보험회사인 아비바(Aviva)가 2009년에 10년 기한의 경기장 스폰서 계약을 체결한 데서 유래된 이름이다. 
아일랜드 럭비 유니온협회가 단독으로 소유했던 이전과 달리, 현재는 랜즈다운 로드 스타디움 디벨럽먼트 컴퍼니(Lansdowne Road Stadium Development Company)로 알려진 50:50 공동 사업을 통해 아일랜드 럭비 유니온 협회와 아일랜드 축구 협회가 함께 관리소유하고 있다. 이 경기장에 대한 공동 사업의 임대 기간은 60년이다. 만기가 되는 시점에 다시 아일랜드 럭비 유니온 협회의 독점 소유로 돌아갈 예정이다.
아일랜드 럭비 유니온 국가대표팀 경기뿐만 아니라 아일랜드의 렌스터 지방을 연고로 하는 렌스터 럭비팀이 이 경기장을 사용 중이고 특히 아일랜드에서 최강의 라이벌 경기로 손꼽히는 먼스터 지방을 연고로 하는 먼스터(Munster) 럭비팀과 렌스터 지방을 연고로하는 렌스터(Leinster) 럭비팀, 이 두 팀간의 경기가 바로 이 경기장에서 열린다. 아일랜드에서 가장 영향력이 큰 럭비 영웅인 브라이언 오드리스콜(Brian O'Driscoll)의 은퇴식도 바로 이 경기장에서 행해졌다.
아일랜드 럭비 국가대표팀은 축구와 달리, 독립한 아일랜드 공화국과 북아일랜드(영국의 연합국) 모두를, 즉 아일랜드섬 전체를 대표하기 때문에 아일랜드 삼색기나 북아일랜드의 성 패트릭기 대신에 4지방기를 사용한다. 4지방기는 아일랜드섬을 구성하는 4개의 지방인 먼스터, 렌스터, 얼스터, 코노트의 깃발을 한데 합쳐 만든 것으로, 아일랜드 민족주의자들과 아일랜드 럭비 유니온팀과 같은 몇몇 전(全) 아일랜드 조직에서 사용하고, 아일랜드 삼색기나 성 패트릭기보다 더 가치 중립적인 깃발이라고 한다. 그러므로 더블린 홈 경기인 이곳 아비바 스타디움에 한해서는 아일랜드 공화국의 국가도 연주되고 이어서 아일랜드의 외침(Ireland's Call)을 연주한다.
UEFA 유로파리그 2010-11 결승전이 열렸던 곳이며 경기장 스폰서에 관한 유럽 축구 연맹(UEFA)의 규정에 따라 UEFA에서는 더블린 아레나(Dublin Arena)라는 이름을 사용한다. 2014년 9월 19일에는 UEFA 유로 2020 본선 경기가 열릴 경기장 가운데 한 곳으로 선정되었는데 원래는 조별 예선 3경기, 16강전 1경기가 열릴 예정이었다. 하지만 코로나19 범유행의 여파로 인하여 UEFA는 2021년 4월 23일에 해당 계획을 취소하는 결정을 내렸는데 조별 예선 경기는 러시아 상트페테르부르크에 위치한 크레스톱스키 스타디움에서, D조 1위 팀과 F조 2위 팀 간의 16강전 경기는 잉글랜드 런던에 위치한 웸블리 스타디움에서 개최하는 것으로 각각 변경되었다.

## 사진

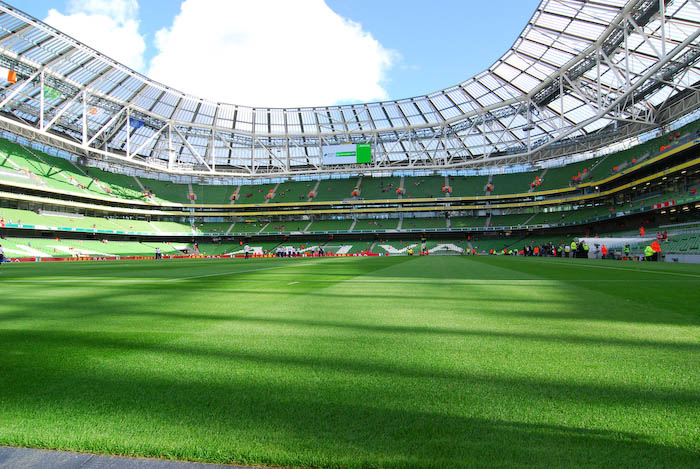
경기장 내부
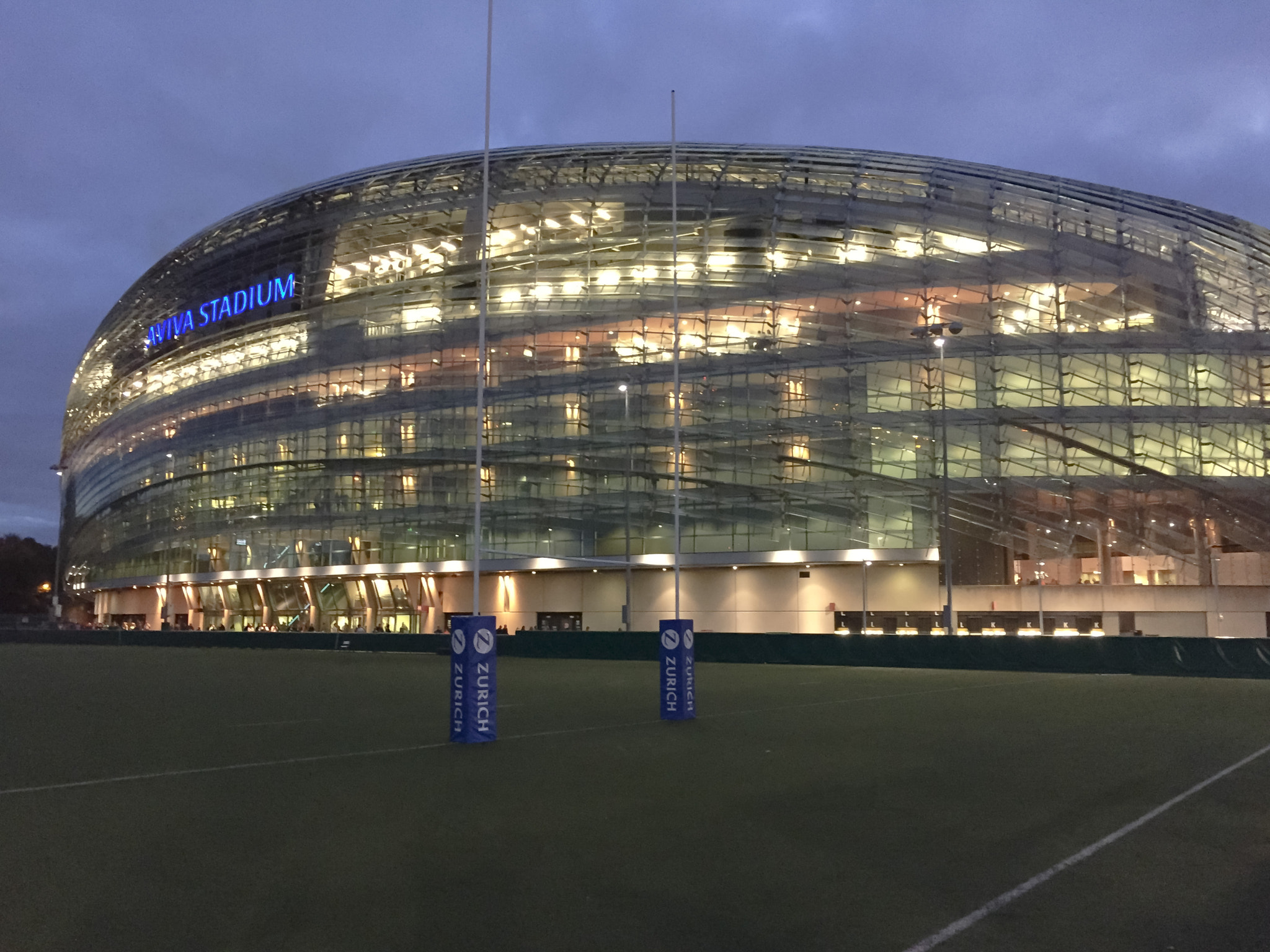
View from Lansdowne F.C. training pitch
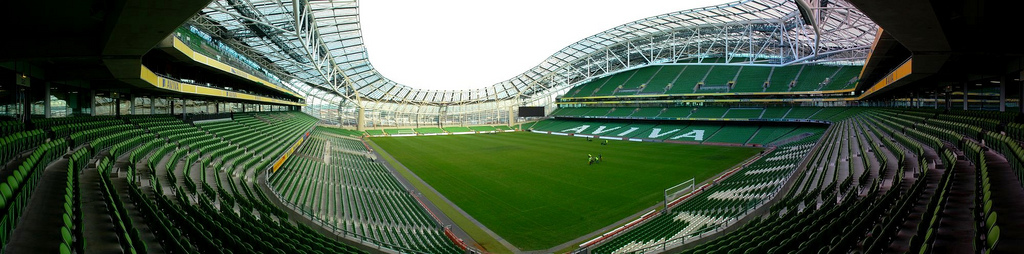
경기장 파노라마